# Назым
Назым — река в России, правый приток Оби, течёт в Ханты-Мансийском автономном округе Тюменской области.

## География
Назым вытекает из болота на западном крае водораздельной возвышенности Сибирские Увалы на севере Ханты-Мансийского района Ханты-Мансийского автономного округа на высоте 120—130 м над уровнем моря. От истока течёт на юго-запад, но потом постепенно поворачивает на юго-восток. В юго-восточном направлении Назым более 100 км течёт параллельно Оби на расстоянии 25—30 км от её русла, но в обратном направлении; только перед самым устьем Назым принимает южное направление. Назым впадает в Обь на высоте 18 м над уровнем моря у бывшего села Приобское, в 15 км выше по течению Оби от устья Иртыша и расположенного при нём города Ханты-Мансийск. В устье Назым имеет около 170 м в ширину и глубину более 1 м, скорость течения — 0,3 м/с. Высота устья — 18,2 м над уровнем моря.
На юго-восточном отрезке Назым течёт вдоль возвышения с абсолютными высотами 120—160 м, которое ограничивает его бассейн справа и отделяет его бассейн от бассейна собственно Оби, на этом отрезке Назым не имеет заметных притоков, его правый берег высокий и обрывистый, поросший лесом. Левый берег — плоская заболоченная низменность с большим количеством озёр, из которой в Назым стекают многочисленные мелкие притоки.

## Гидрология
Длина реки — 422 км, площадь водосборного бассейна — 15 200 км². Среднегодовой расход воды — в 36 км от устья около села Кышик в 1969—1997 годах, составляет 87 м³/с. Многолетний минимум стока наблюдается в марте (32,4 м³/с), максимум — в мае (255 м³/с). За период наблюдений абсолютный минимум месячного стока (20,9 м³/с) наблюдался в марте 1969 года, абсолютный максимум (447 м³/с) — в мае 1987.
Река замерзает в октябре, вскрывается в конце апреля — мае; половодье с мая до октября. Питание смешанное с преобладанием снегового.

## Инфраструктура
Назым судоходный на 42 км от устья до села Кышик.
Бассейн Назыма практически полностью лежит в пределах северной части Ханты-Мансийского района Ханты-Мансийского автономного округа (исток Венаюгана находится в Сургутском районе рядом с границей Ханты-Мансийского района). Единственное постоянное поселение на реке — село Кышик (около 800 жителей), место компактного проживания хантов. В Кышике существует этнографический музей хантов. Автодорог в окрестностях реки нет.

## Притоки
(км от устья)
- 6 км: Северная протока
- 11 км: Вандыях
- 19 км: Наримановский Лог
- 45 км: Большая Руниха
- 79 км: Итьях
- 120 км: Амутъях
- 141 км: Ханжиутъях
- 150 км: Большой Сортым
- 160 км: река без названия
- 175 км: Ненсъюган
- 188 км: Вурсатъюган
- 191 км: Хойтамъюган
- 210 км: Хонтьюган
- 211 км: Евъюган
- 231 км: река без названия
- 238 км: Ун-Потынъёх
- 239 км: Нюхсатъюган
- 244 км: Вылихотъюган
- 253 км: Сынь-Юган
- 256 км: Пелькутъюган
- 266 км: Татьюган
- 278 км: Хутынъюган
- 286 км: Выйвар
- 295 км: Паннэюган
- 348 км: Хулъюган
- 359 км: Ай-Хутъюган
- 367 км: Ногоръюган
- 375 км: Омрасьюган
- 382 км: Рапсиюган
- 389 км: Кутопназым
- 404 км: Янгытъюган
- 410 км: река без названия

## Данные водного реестра
По данным государственного водного реестра России относится к Верхнеобскому бассейновому округу, водохозяйственный участок реки — Обь от города Нефтеюганск до впадения реки Иртыш, речной подбассейн реки — Обь ниже Ваха до впадения Иртыша. Речной бассейн реки — (Верхняя) Обь до впадения Иртыша.